# 松本花雪
松本 花雪（まつもと かゆき、3月10日 - ）は、日本の女性声優。宮城県出身。フリー。

## 略歴
日本ナレーション演技研究所出身。
2020年6月30日付けでヴィムスを退所し、フリーとなった。

## 人物
趣味には原付ツーリング、ボルダリング、花見をそれぞれ挙げている。特技にはギター、シャドーピッチングをそれぞれ挙げている。
声優になろうと思ったきっかけは朴璐美や竹内順子、小林沙苗、佐藤ゆうこといった女性声優が少年役を演じていることに憧れを持ったことから。『四畳半神話大系』や『ハイキュー!!』、『カウボーイビバップ』といった作品から「この世界に絶対行きたい！」と感じたと語っている。

## 出演
太字はメインキャラクター。

### テレビアニメ
2018年
- ダメプリ ANIME CARAVAN（街の人A）
- ゴールデンカムイ（娼婦たち）
- ハイスコアガール（女子生徒E）
- 抱かれたい男1位に脅されています。（スタッフB）

2019年
- 荒野のコトブキ飛行隊（踊り子）
- かぐや様は告らせたい〜天才たちの恋愛頭脳戦〜（女子生徒B、執事）
- ぼくたちは勉強ができない（男子B）
- フルーツバスケット（2019年 - 2020年、女子生徒、秘書） - 2シリーズ
- 彼方のアストラ（宇宙港アナウンス）
- 通常攻撃が全体攻撃で二回攻撃のお母さんは好きですか?
- あんさんぶるスターズ!（観客）
- ダンベル何キロ持てる?（観客）
- ダンジョンに出会いを求めるのは間違っているだろうかII（娼婦）
- からかい上手の高木さん2（兄）
- 慎重勇者〜この勇者が俺TUEEEくせに慎重すぎる〜（町人）
- GRANBLUE FANTASY The Animation Season 2（息子）

2020年
- 推しが武道館いってくれたら死ぬ（おしゃれ女子）
- ランウェイで笑って（赤坂）
- 魔王城でおやすみ（女性）

2021年
- セブンナイツ レボリューション -英雄の継承者-（生徒）

### OVA
- 転生したらスライムだった件（2020年、ウキャ） - 漫画版第15巻OAD付き限定版

### Webアニメ
- 斉木楠雄のΨ難 Ψ始動編（2019年、小学生D）

### ゲーム
2018年
- 編隊少女 -フォーメーションガールズ-（タビサ・レッドメイン）

2019年
- ダークリベリオン（メデューサ）
- 東京コンセプション（濡れ女 スイセン）
- マギアレコード 魔法少女まどか☆マギカ外伝（2018年 - 2023年、大庭樹里）
- ETERNAL（エヴリン）

2020年
- モンスターストライク（イタクァ）

2021年
- パズルガールズ（ビクトリー、アヴローラ、クイーン・アンズ・リベンジ）

### デジタルコミック
- 百合姫PowerPush第3弾 ハロー、メランコリック！（2019年、浅野湊[9]）

### 吹き替え
- チャイルド・プレイ（2019年、オマール〈マーロン・カザーディ〉）

## ディスコグラフィ

### キャラクターソング
| 発売日        | 商品名                                                        | 歌             | 楽曲        | 備考                                                     |
| ------------- | ------------------------------------------------------------- | -------------- | ----------- | -------------------------------------------------------- |
| 2021年8月25日 | 「マギアレコード魔法少女まどか☆マギカ外伝」Music Collection 2 | Promised Blood | 「Bulimia」 | ゲーム『マギアレコード 魔法少女まどか☆マギカ外伝』関連曲 |

### ユニットメンバー
1. ↑  紅晴結菜（涼本あきほ）、大庭樹里（松本花雪）、笠音アオ（天野聡美）、煌里ひかる（和泉風花）